# Laura Duke Condominas
Laura Duke Condominas (también conocida como Laura Duke), nacida en Boston en abril de 1951, es hija de la artista y cineasta franco-estadounidense Niki de Saint-Phalle y del novelista estadounidense Harry Mathews. Como actriz, destaca por su interpretación de Ginebra en la película de Robert Bresson Lancelot du Lac (1974).
Creció en Francia en el entorno artístico y cinematográfico de su madre, que sufría trastornos mentales. Sus padres se separaron de mutuo acuerdo en 1960, y ella y su hermano Philip se fueron a vivir con su padre.
Se casó con Laurent Condominas,[¿cuándo?] modelo y fotógrafo vinculado al colectivo de cineastas franceses de vanguardia "Zanzibar Films", también conocido como los "dandis de mayo de 1968". El grupo fue financiado hasta 1970 por Sylvina Boissonnas, una heredera francesa interesada en la producción cinematográfica. Laurent apareció en la película Acéphale (Headless) (1969), de Patrick Deval, que seguía a un joven que deambulaba por las secuelas de las protestas de París de 1968. La pareja tuvo una hija, Bloum (ahora conocida como Bloum Cardenas), que nació en 1971 en Bali, Indonesia.[cita requerida]
Bresson llevaba mucho tiempo planeando una película sobre la leyenda del Grial. Su elección original para interpretar a Guenièvre (Ginebra) 20 años antes había sido Niki de Saint Phalle, la madre de Laura, pero el proyecto se había retrasado una y otra vez. Su elección final de Laura se produjo por casualidad, cuando se encontró con una fotografía de la hija sin información previa sobre quién era o de que, de hecho, era la descendiente directa de su primera elección. Lancelot du lac se rodó entre finales de junio y principios de septiembre de 1973 en Noirmoutier-en-l'Île, en Vendée, y proyectada por primera vez en Cannes en mayo de 1974. Laura Duke apareció más tarde en la película de su madre Un rêve plus long que la nuit (1976) con Laurent, y un pequeño papel en La Nuit porte-jarretelles (1985) una película de Virginie Thévenet.[cita requerida]
En 2008-2009, Duke acogió varias reuniones de producción clave para la película panorámica de cúpula completa Maya Skies.[cita requerida] Durante este tiempo, empezó a desarrollar The Curved Blackboard, un programa de inmersión en las artes STEAM, destinado a beneficiar a jóvenes en situación de riesgo de la San Francisco Bay Area.
Durante 2015-2017, The Curved Blackboard impartió sus dos primeros años de clases como parte del Berkeley Unified School District, bajo la dirección de Laura.  El proyecto fue financiado por el Chancellor's Community Partnership Fund de UC Berkeley y el Berkeley Unified School District. programa BALSA APEX. La Pizarra Curvada se incluyó en el escaparate BALSA APEX el 9 de mayo de 2016.[cita requerida]
En el año escolar 2017-2018, The Curved Blackboard recibió financiación de las Becas de Impacto Estratégico de BUSD para una serie de programas extraescolares que combinan arte, ciencia y fabricación práctica.[cita requerida]
Duke trabaja como diseñadora cultural en Oakland, California.[cita requerida]